# Pittosporopsis kerrii
Pittosporopsis kerrii är en järneksväxtart som beskrevs av William Grant Craib. Pittosporopsis kerrii ingår i släktet Pittosporopsis och familjen Stemonuraceae. Inga underarter finns listade i Catalogue of Life.